# 中國傳教會
中國傳教會（Chinese Evangelization Society），是普魯士公理會傳教士郭實臘於1844年創立的英國基督教新教傳教差會。创办中国内地会的英国傳教士戴德生1854年第一次來中國，是被該會派遣而來。該會於1865年結束。

## 与福漢會的异同
中國傳教會與福漢會（ ）常被混為一談。兩會雖同由郭實臘創辦，但前者創於香港，以向華人傳教，再將其派遣內地為業；後者創於倫敦，以招募歐洲基督徒來華傳教為業。兩會創辦目的完全不同，不是同一組織在兩地的不同名稱，互相從屬的母會、分會。